# Sirco
Sirco ist eine Kartoffelsorte, die 1977 in die Sortenliste der Niederlande eingetragen wurde.
Die Knollen dieser Sorte sind rundoval und ziemlich groß mit flachen Augen. Die Farbe des Fruchtfleisches sowie der Schale ist hellgelb. Die Sorte erreicht einen relativ hohen Ertrag. Sie wird als Frühkartoffel für den frischen Verzehr verwendet. Gegen Kartoffelkrebs und Knollenfäule ist Sirco resistent, dagegen ist sie jedoch anfällig für Krautfäule und Kartoffelnematoden.
Durch Kreuzung mit der Sorte BM 52-7 ist die Kartoffelsorte  Agata hervorgegangen, die seit 2001 in der Schweizer Sortenliste eingetragen ist.